# Cantó de Quettehou
El cantó de Quettehou és un cantó francès del departament de la Manche, situat al districte de Cherbourg-Octeville. Té 16 municipis i el cap es Quettehou.

## Municipis
- Anneville-en-Saire
- Aumeville-Lestre
- Barfleur
- Crasville
- Montfarville
- Morsalines
- Octeville-l'Avenel
- La Pernelle
- Quettehou
- Réville
- Sainte-Geneviève
- Saint-Vaast-la-Hougue
- Teurthéville-Bocage
- Valcanville
- Le Vicel
- Videcosville

## Història
| Data d'elecció                           | Identitat                            | Partit                        | Qualitat |
| ---------------------------------------- | ------------------------------------ | ----------------------------- | -------- |
| 1945-1948                                | Henri Bertin                         | -                             |          |
| 1948-1955                                | Robert-Alphonse-Ambroise Lehouelleur | Divers droite                 |          |
| 1955-1994                                | René Travert                         | CNIP, després RI, després UDF |          |
| 1994-2008                                | Philippe Lebresne                    | Divers droite                 |          |
| 2008-                                    | Jean Lepetit                         | Divers droite                 |          |
| les dades anteriors no són pas conegudes |                                      |                               |          |
|                                          |                                      |                               |          |

## Demografia
| A partir de 1990: Població sense dobles comptes |